# Brit Awards 1991
Les Brit Awards 1991 ont lieu le 10 février 1991 au Dominion Theatre à Londres. Il s'agit de la 11e cérémonie des Brit Awards, présentée par Simon Bates (en). Elle est enregistrée et diffusée à la télévision sur la chaîne BBC One le 11 février 1991.

## Interprétations sur scène
Plusieurs chansons sont interprétées lors de la cérémonie :
- Adamski et Seal : Killer
- The Beautiful South : A Little Time (en)
- Betty Boo : Where Are You Baby?
- The Cure Never Enough
- EMF : Unbelievable
- Status Quo : Caroline

## Palmarès
Les lauréats apparaissent en caractères gras.

### Meilleur album britannique
- Listen Without Prejudice, Vol. 1 de George Michael
  - Choke de The Beautiful South
  - Sleeping with the Past d'Elton John
  - Enlightenment de Van Morrison
  - Jordan: The Comeback de Prefab Sprout
  - Affection de Lisa Stansfield

### Meilleur single britannique
- Enjoy the Silence de Depeche Mode

Note : il s'agit du seul nommé dans cette catégorie

### Meilleur artiste solo masculin britannique
- Elton John
  - Phil Collins
  - George Michael
  - Van Morrison
  - Robert Smith
  - Jimmy Somerville

### Meilleure artiste solo féminine britannique
- Lisa Stansfield
  - Betty Boo
  - Elizabeth Fraser
  - Dusty Springfield
  - Caron Wheeler (en)

### Meilleur groupe britannique
- The Cure
  - The Beautiful South
  - Happy Mondays
  - Soul II Soul
  - The Stone Roses
  - Talk Talk

### Meilleure vidéo britannique
- A Little Time (en) de The Beautiful South
  - Killer de Adamski feat. Seal
  - Hello de The Beloved
  - Where Are You Baby? de Betty Boo
  - Close to Me (remix) de The Cure
  - Enjoy the Silence de Depeche Mode
  - King of Wishful Thinking de Go West
  - Cradle of Love de Billy Idol
  - Freedom! '90 de George Michael
  - Crazy de Seal

### Meilleur producteur britannique
- Chris Thomas
  - Nellee Hooper
  - George Michael
  - Paul Oakenfold et Steve Osborne
  - Youth

### Révélation britannique
- Betty Boo
  - Beats International
  - The Charlatans
  - Happy Mondays
  - The La's

### Meilleur artiste solo masculin international
- Michael Hutchence
  - Jon Bon Jovi
  - MC Hammer
  - Prince
  - Paul Simon

### Meilleure artiste solo féminine internationale
- Sinéad O'Connor
  - Mariah Carey
  - Neneh Cherry
  - Whitney Houston
  - Janet Jackson
  - Madonna
  - Tina Turner

### Meilleur groupe international
- INXS
  - The B-52's
  - De La Soul
  - Faith No More
  - Roxette

### Révélation internationale
- MC Hammer
  - Mariah Carey
  - Deee-Lite
  - Maria McKee
  - Wilson Phillips

### Meilleure bande originale de film
- Twin Peaks d' Angelo Badalamenti
  - Sailor et Lula (Wild at Heart) d'Angelo Badalamenti
  - Jours de tonnerre (Days of Thunder) de divers artistes
  - Pretty Woman de divers artistes
  - Ghost de Maurice Jarre

### Meilleur disque de musique classique
- Les Trois Ténors de Zubin Mehta
  - Serenade to Music de Matthew Best
  - Vespro della Beata Vergine de John Eliot Gardiner
  - The Prince of the Pagodas de Oliver Knussen
  - The Love for Three Oranges de Kent Nagano

### Contribution exceptionnelle à la musique
- Status Quo

## Artistes à nominations multiples
- 4 nominations :
  - George Michael

- 3 nominations :
  - The Beautiful South
  - Betty Boo

- 2 nominations :
  - Angelo Badalementi
  - Mariah Carey
  - The Cure
  - Depeche Mode
  - MC Hammer
  - Happy Mondays
  - Elton John
  - Van Morrison
  - Seal
  - Lisa Stansfield

Aucun artiste ne remporte plus d'une récompense, cependant Michael Hutchence, vainqueur de la catégorie meilleur artiste solo masculin international, est également récompensé via son groupe INXS sacré meilleur groupe international.